# Philippe Grandcoing
Philippe Grandcoing est un historien français, né le 6 novembre 1968, à Limoges (Haute-Vienne).

## Biographie
Après avoir soutenu, en 1997 à l'Université de Paris I sous la direction d'Alain Corbin, une thèse intitulée Les Demeures de la distinction : le phénomène châtelain dans le département de la Haute-Vienne au XIXe siècle, Philippe Grandcoing obtient l'agrégation d'Histoire et devient professeur en classes préparatoires aux grandes écoles (hypokhâgne et khâgne) au lycée Gay-Lussac à Limoges. Il est spécialiste de l’histoire de la société limousine des XIXe et XXe siècles. 
Depuis 2018, il s'est lancé dans l'écriture romanesque, entamant une série policière historique ayant pour cadre la France et l'Europe de la Belle Époque centré sur un héros récurrent, l'antiquaire et détective amateur Hippolyte Salvignac. Chaque enquête a pour objet ou arrière-plan le monde de l'art et du patrimoine.

## Publications

### Ouvrages historiques et scientifiques
- Les demeures de la distinction. Châteaux et châtelains au XIXe siècle en Haute-Vienne, éditions PULIM, 1999.
- La baïonnette et le lancis. Crise urbaine et révolution à Limoges sous la Seconde République, éditions PULIM, 2002.
- Le siècle d'or des châteaux. Haute-Vienne 1800-1914, Editions Culture & Patrimoine en Limousin, 2002
- Un Robin des Bois entre Périgord et Limousin : Histoire et légende de Burgou, XIXe – XXe siècles, Éditions Culture & Patrimoine en Limousin (Collection « Patrimoine en poche »), 2006, 158 p.  (ISBN 2-911167-49-X).

### Romans de la série Salvignac
- Le Tigre et les pilleurs de Dieu, éditions De Borée, 2018.
- Le Faubourg des diaboliques, éditions De Borée, 2019.
- Tuer est un art, éditions De Borée, 2020.
- La Conspiration hongroise, éditions De Borée, 2021
- La Malédiction de Rocalbes, éditions De Borée, 2022
- Les Noyés du bord de Marne, éditions De Borée, 2023
- Les Démons de l'inspecteur Lerouet, éditions De Borée, 2024

### Ouvrages collectifs
- 1905, le printemps rouge de Limoges (avec Vincent Brousse et Dominique Danthieux), Culture et Patrimoine en Limousin, 2005.
- Un siècle militant : Engagement(s), résistance(s) et mémoire(s) au XXe siècle en Limousin (avec Vincent Brousse et Dominique Danthieux), éditions PULIM, 2005.
- L'Innovation agricole en Pays Limousin du Moyen Âge à nos jours, éditions Les Monédières, 2006.
- Les grandes affaires criminelles de Haute-Vienne (avec Vincent Brousse), éditions De Borée, 2008.
- Les nouvelles affaires criminelles de Haute-Vienne (avec Vincent Brousse), éditions De Borée, 2009.
- Ostensions (avec Vincent Brousse), Culture et Patrimoine en Limousin, 2009.
- Fermes idéales en Limousin, Culture et Patrimoine en Limousin, 2010.
- Les grandes affaires criminelles du Lot (avec Vincent Brousse), éditions De Borée, 2010.
- Paysage et environnement en Limousin, de l'antiquité à nos jours, éditions PULIM, 2010.
- Les grandes affaires criminelles politiques  (avec Vincent Brousse), Éditions De Borée, 2010.
- Les grandes affaires criminelles du Limousin  (avec Vincent Brousse, Jean-Marie Chevrier et Jean-Michel Valade), Éditions De Borée, 2010.
- Les nouvelles affaires criminelles de la Creuse (avec Vincent Brousse), Editions De Borée, 2011.
- Les Grandes affaires criminelles politiques (avec Vincent Brousse), De Borée, novembre 2011.
- Les Nouvelles affaires criminelles du Lot (avec Vincent Brousse), De Borée, avril 2012.
- Les Nouvelles affaires criminelles de Corrèze (avec Vincent Brousse), De Borée, octobre 2013.
- Les Nouvelles affaires criminelles politiques (avec Vincent Brousse), De Borée, novembre 2013.
- Limousin sur grand écran, Culture et Patrimoine en Limousin, 2013.
- Utopies en Limousin (avec Vincent Brousse, Dominique Danthieux et alii.), Les Ardents Éditeurs, 2014
- Oradour après Oradour (avec Dominique Danthieux), Culture et Patrimoine en Limousin, 2014.
- Le Front Populaire en Limousin (avec Vincent Brousse, Dominique Danthieux et alii), Les Ardents Éditeurs, 2015.
- La Belle Époque des pilleurs d'églises. Vols et trafics des émaux médiévaux. (avec Vincent Brousse), Les Ardents Éditeurs, 2017.
- Sublime Périgord, la fabrique d'un territoire d'exception, (avec Hélène Lafaye-Fouhéty)  Les Ardents Éditeurs, 2021.
- L'affaire Barataud. Une enquête dans le Limoges des années 1920 (avec Vincent Brousse), Geste éditions, 2022, 267 p.  (ISBN 979-10-353-1552-8).

### Publications diverses
Articles d'histoire dans les revues Les Grandes Affaires de l'Histoire dont il a été conseiller éditorial de 2015 à 2018 et Les Grandes Affaires Criminelles.